# All of a Sudden I Miss Everyone
All of a Sudden I Miss Everyone är ett album av postrockgruppen Explosions in the Sky, utgivet i februari 2007.

## Låtlista
1. "The Birth and Death of the Day" - 7:49
2. "Welcome, Ghosts" - 5:43
3. "It's Natural to Be Afraid" - 13:27
4. "What Do You Go Home To?" - 4:59
5. "Catastrophe and the Cure" - 7:56
6. "So Long, Lonesome" - 3:40